# 馬克西米夫卡 (特羅伊齊克區)
49°55′11″N 38°23′51″E / 49.91972°N 38.39750°E
馬克西米夫卡（烏克蘭語：Максимівка）是位於烏克蘭東部的村莊，由盧甘斯克州斯瓦托韋區的特羅伊齊克市鎮負責管轄。該村始建於1924年，面積0.12平方公里，海拔高度149米，2001年人口112，人口密度每平方公里957人。